# RD-701
RD-701（ロシア語: Раке́тный дви́гатель 701, Rocket Engine 701）はロシアのNPOエネゴマシュによって開発された三液推進系の液体燃料ロケットエンジンである。再使用型のMAKS・スペースプレーンの計画が中止される前に動力として提案された。
RD-701はタービン駆動後の酸素リッチのガスに主燃焼室で燃料を混ぜて燃焼させる三液式の二段燃焼サイクルのエンジンである。
密度の低い燃料の使用により比推力を最大にすることが出来るので燃料タンクの容量を最小化して重量も30%も削減できる。2009年時点においてこのエンジンの燃焼室の圧力はモード #1で作動する場合、これまで生産されたロケットエンジンで世界最高の300barに達する。RD-701は燃焼室が1基の機種であるRD-704の原型になった。

## 仕様
2基の燃焼室を備えるRD-701は2つのモードがある。1つ目のモードは3種類の推進剤を使用する。RP-1(流量重量:73.7 kg/s)、液体水素 (流量重量:29.5 kg/s)と液体酸素 (流量重量:388.4 kg/s)である。このモードは下層大気に適応させることにより燃料タンクの容量を最小化できる。高度10 kmで総推力は2х1,890.2 KNで比推力は3,845 m/s である。
2つ目のモードは液体水素 (流量重量:24.7 kg/s)と液体酸素 (流量重量:148.5 kg/s)の二2種類の推進剤する。このモードは宇宙の状況に近い状態で推力は2х784.5 KN, で比推力は4,532 m/s.である。
主燃焼室のミキシングブロックは3群の噴射器を持つ。それぞれ3種類の推進剤の一つに対応する。モード #2の作動時、エンジンはケロシンのグループを使用しない。エンジンは液体水素による再生冷却を使用する。

## RD-704
RD-704はRD-701の小型版で基本となるエンジンと同じ部材と作動スキームだが予燃焼室、ターボポンプ、燃焼室とノズルが一つである。